# ぺがさす
ぺがさすは、大洋フェリーが運航していたフェリー。

## 概要
大洋フェリーの第二船として林兼造船下関造船所で建造され、1973年4月に竣工した。一時的に日本沿海フェリーに傭船された後、1973年7月に大阪 - 苅田航路に就航した。
1977年3月、さんふらわあ、さんふらわあ2の就航により、定期運航から外れ常石造船に係船された。
その後、九州急行フェリーに売却され、1977年5月に東京 - 苅田航路に就航した。
荷主限定の貨物フェリーとして運航されたが、フジフェリーの航路譲渡により、東京 - 松阪間で旅客営業を開始、1979年11月1日に試験入港を行った後、11月9日から松坂港へ上り便は日曜日、下り便は金曜日に寄港した。
1981年3月に松阪港への寄港を取りやめ、旅客営業を休止した。
1984年、ギリシャのアネックラインズに売却され、CHANIAとなり、クルーズフェリーに改装された。
1987年、APTERAと改名して、ピレウスを拠点に運航された。1993年および1999年に再改装を受けた。
2005年10月、韓国のGeorim Shippingに売却され、ORIENTAL PEARL IIIとなり仁川 - 丹東航路で運航された。
2007年、中国に売却され、MORNING SHINEとなりクルーズ船に改造された。
2007年7月から中国広西チワン族自治区の北海市とベトナムのハロン湾の間で運航された。
2011年、スクラップとして売却され、解体された。

### 航路
大洋フェリー
- 大阪港 - 苅田港

九州急行フェリー
- 東京港 - 松坂港 - 苅田港

1979年11月から1981年3月まで松坂港へ寄港した。
アネックラインズ
- ピレウス - ハニア（1987年 - ）
- ピレウス - イラクリオン（1997年 - ）
- ピレウス - レシムノン（2001年 - ）

## 設計
おりおんの同型船である。
船体塗装は柳原良平によるデザインで、白い船体に側面に巨大な流れ星が描かれた。ファンネルは、商船三井系列のオレンジファンネルグループ（日本沿海フェリー、フジフェリー、九州急行フェリー、大洋フェリー）にちなんでオレンジに塗装されていた。